# Kawai Yoshinari

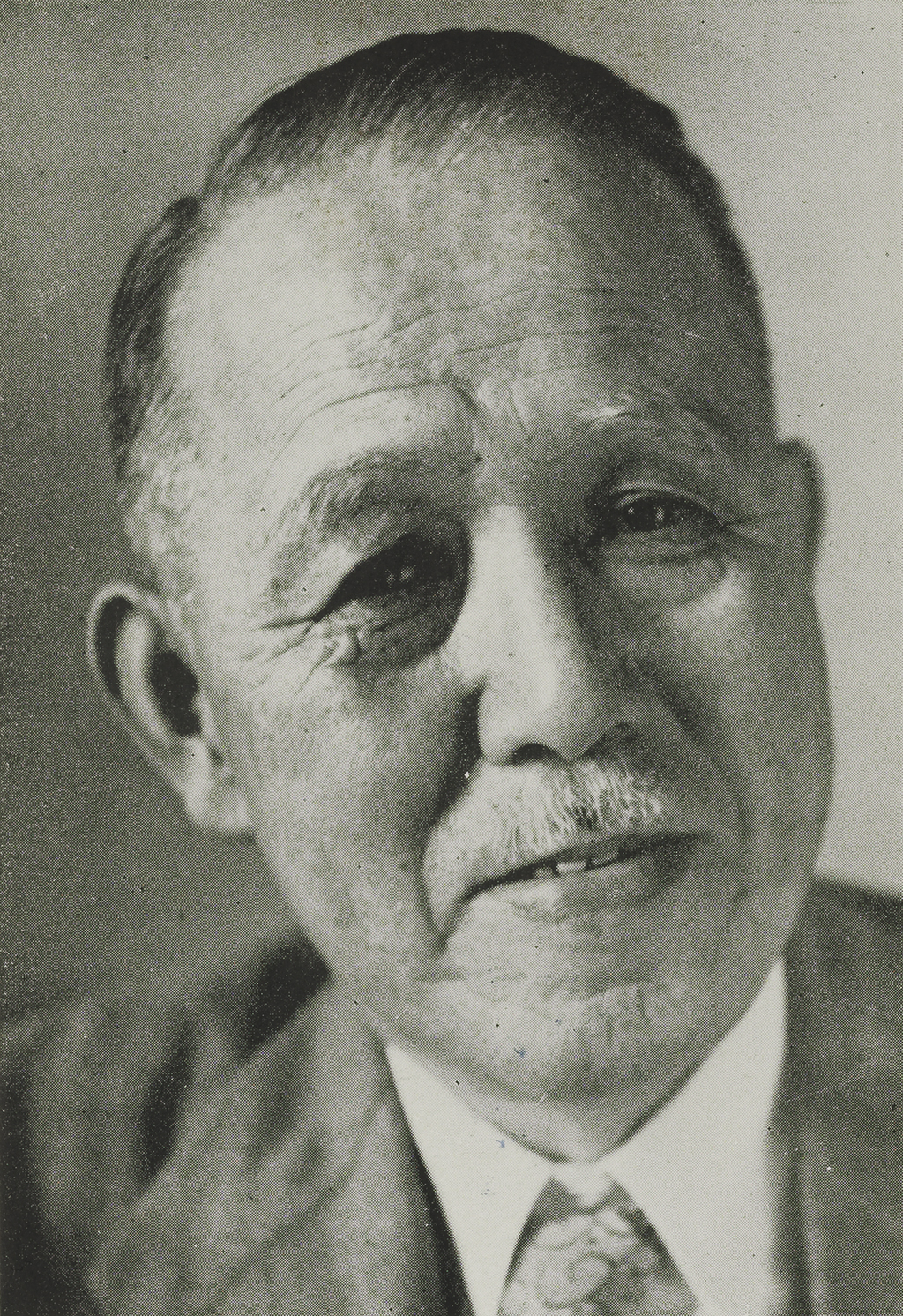
Kawai Yoshinari

Kawai Yoshinari (japanisch 河合 良成; geboren 10. Mai 1886 in Fukumitsu, Präfektur Toyama; gestorben 14. Mai 1970 in Tokio) war ein japanischer Unternehmer und Politiker.

## Leben und Wirken
Kawai Yoshinari machte 1911 seinen Abschluss an der Universität Tokio im Fach Rechtswissenschaften. Anschließend begann er für das Ministerium für Landwirtschaft und Forsten zu arbeiten. Daneben beteiligte er sich an verschiedenen Unternehmen, war Direktor der Tokioter Börse, empfohlen von Gō Seinosuke (1865–1942), der in der Finanzwelt tätig war. 1934 wurde er im Zusammenhang mit dem Teijin-Zwischenfall festgenommen. Zwar wurde seine Unschuld festgestellt, aber er war zeitweilig ohne Anstellung. Während des Zweiten Weltkriegs war er Mitarbeiter der Stadtverwaltung von Tokio.
Nach dem Krieg übernahm Kawai die Leitung der Firma Komatsu und baute sie erfolgreich wieder auf. So wuchs die Firma zum international führenden Unternehmen als Bulldozer-Hersteller heran, das nur von Caterpillar übertroffen wird. Daneben war er auch von 1946 bis 1947 Mitglied des Herrenhauses und von 1952 bis 1953 für den 2. Wahlkreis Toyama Mitglied des Repräsentantenhauses, war im 1. Kabinett Yoshida 1946 bis 1947 Minister für Gesundheit und Soziales, war ein Leben lang in der Politik aktiv. In den 1960er Jahren war er Geschäftsführer des Keidanren. Er trug in der Nachkriegszeit auch zum wirtschaftlichen Austausch zwischen Japan, China, Japan und der Sowjetunion bei.

## Ehrungen
Die Stadt Takaoka ehrte Kawai als Ehrenbürger.